# Блайвас, Анастасия
Анастасия Блайвас (нем. Anastasia Blayvas; 13 января 2001, Галле, Германия) — немецкая спортсменка, борец вольного стиля, призёр чемпионата мира и Европы.

## Карьера
В октябре 2018 года в Буэнос-Айресе Блайвас завоевала бронзовую медаль на юношеских Олимпийских играх, в весовой категории до 57 кг. В сентябре 2023 года на чемпионате мира в Белграде, одолев в схватке за 3 место Неху Шарму, Блайвас завоевала бронзовую медаль в весовой категории до 55 кг. В феврале 2024 года в Бухаресте на чемпионате Европы, победив в малом финале Марию Винник из Украины, стала обладателем бронзовой награды в весовой категории до 55 кг. 10 мая 2024 года в Стамбуле на мировом квалификационном турнире завоевала лицензию на Олимпийские игры в Париж.

## Достижения
- Летние юношеские Олимпийские игры 2018 — ;
- Первенство Европы по борьбе среди юниоров 2021 — ;
- Чемпионат Европы по борьбе среди спортсменов до 23 лет 2022 — ;
- Чемпионат мира по борьбе среди спортсменов до 23 лет 2022 — ;
- Чемпионат Европы по борьбе среди спортсменов до 23 лет 2023 — ;
- Чемпионат мира по борьбе 2023 — ;
- Чемпионат Европы по борьбе 2024 — ;